# Derek Wyatt
Derek Murray Wyatt, född 4 december 1949, är en brittisk Labourpolitiker. Han var parlamentsledamot för valkretsen Sittingbourne and Sheppey från valet 1997 till 2010.